# Mel Ramos

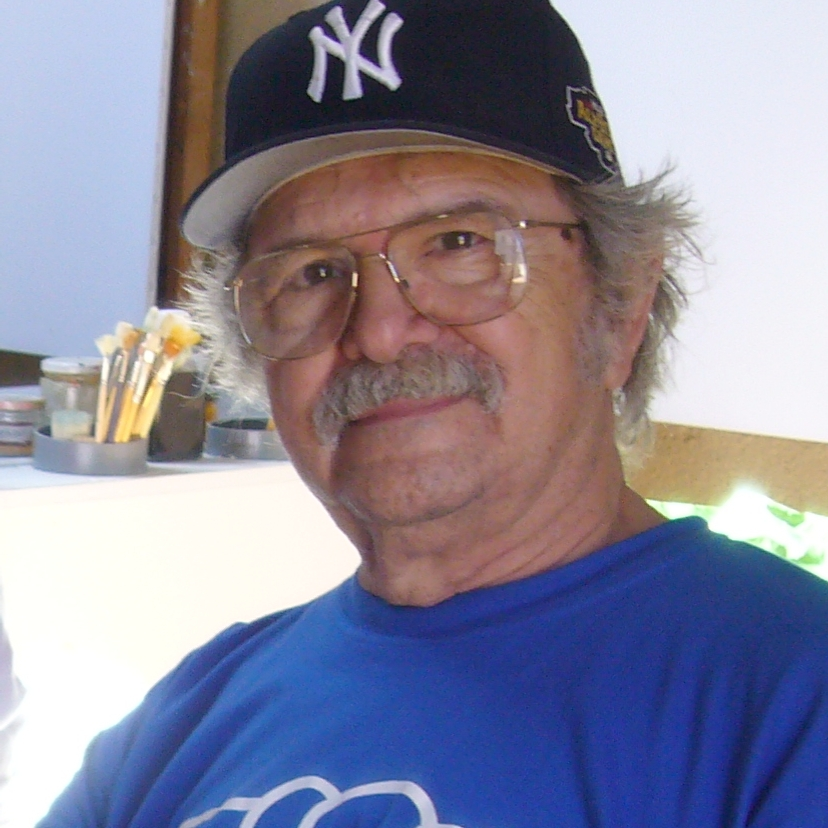
Mel Ramos, 2007

Mel Ramos (* 24. Juli 1935 in Sacramento, Kalifornien als Melvin John Ramos; † 14. Oktober 2018 in Oakland, Kalifornien) war ein amerikanischer Künstler und gilt als bedeutender Vertreter der Pop Art.

## Leben
Mel Ramos wurde als Sohn portugiesischer Einwanderer geboren und studierte Kunst am Sacramento Junior College und am Sacramento State College. Er lebte in Oakland sowie in Horta de San Juan (Spanien).

## Werk
Als Schüler von Wayne Thiebaud stand Mel Ramos der so genannten Bay Area Figurative School nahe, die sich ab den 1950er Jahren vom damals in den USA vorherrschenden Abstrakten Expressionismus absetzte. 1961 begann Mel Ramos, Comic-Figuren wie Batman, Superman oder The Spectre zu malen.
Ab 1963 wandte er sich dem zentralen Thema seines Schaffens zu. Über weibliche Superheldinnen wie Wonder Woman gelangte er zur Darstellung von Pin-up-Girls und typischen Arrangements aus der Werbung, welche die Produkte über die Darstellung aufreizender weiblicher Sexualität verkaufen soll. Dabei entstanden Bilder, in denen er Frauen „in vulgär-vitaler Pose auf gemalten Warenartikeln drapierte und damit die triviale Glamourgestik einer Werbemasche parodierte, die die Kauflust mit sexuellen Reizen schürt.“ Diese „Commercial Pin-Ups“ sollten über Jahrzehnte das Markenzeichen von Mel Ramos bleiben. Kritik für seine expliziten Frauendarstellungen erfuhr er in den 1960er Jahren von konservativer, später auch von feministischer Seite. Seine erste Einzelausstellung fand 1966 in der Galerie Ricke in Kassel statt. Bei einer Einzelausstellung im Jahr 1967 wurden Ramos-Bilder von der Kölner Polizei verhängt: Die Ausstellung hatte Arbeiten aus seiner Serie Animal Paintings gezeigt, die Frauen in eindeutigen Posen mit Tieren wie Robben, Kängurus oder Nilpferden kombinierten.
Ab 1972 persiflierte Ramos in seinen „Unfinished Paintings“ die Aktbilder klassischer Meister wie Ingres, Modigliani und Manet, wobei er deren subtile Erotik durch den direkteren Sexappeal der Pin-ups ersetzte. Weitere Zitate aus der Kunstgeschichte verwendete Ramos etwa in seinen Serien „I still get a thrill when I see Bill“ und „The Transfiguration of Galatea“, in denen er die Werke von Willem de Kooning bzw. antike Skulpturen als Sujet benutzte.
Von 1966 bis 1997 lehrte Ramos als Professor für Malerei an der California State University in Hayward.

## Ausstellungen (Auswahl)
- 1963: Teilnahme an Pop-Art-Ausstellungen im Oakland Museum of California und im Contemporary Art Museum in Houston
- 1964: Einzelausstellung in der Bianchini-Gallery in New York
- 1965: Teilnahme an der Gruppenausstellung Pop Art, Nouveau Réalisme, etc. im Palais des Beaux-Arts, Brüssel
- 1966: Teilnahme an der Wanderausstellung 11 Pop Artists durch die USA
- 1967: Einzelausstellung im San Francisco Museum of Art
- 1969: Erste Einzelausstellung in Deutschland im Gegenverkehr, Zentrum für aktuelle Kunst, in Aachen
- 1972: Einzelausstellung im Utah Museum of Fine Arts, Salt Lake City
- 1974: Teilnahme an einer Pop-Art-Ausstellung im Whitney-Museum of American Art in New York
- 1975: Einzelausstellung im Museum Haus Lange, Krefeld
- 1977: Erste Retrospektive im Oakland Museum of California
- 1991: Teilnahme an der großen internationalen Wanderausstellung »Pop Art« (Royal Academy of Arts, London; Museum Ludwig, Köln; Museo Nacional Centro de Arte Reina Sofia, Madrid; The Montreal Museum of Fine Arts)
- 1999: Teilnahme an der druckgraphischen Gruppenausstellung »Pop Impressions« im Museum of Modern Art, New York
- 2007: Teilnahme an der Ausstellung Pop Art Portraits in der National Portrait Gallery in London und in der Staatsgalerie in Stuttgart
- 2010: Mel Ramos. 50 Jahre Pop-Art, Kunsthalle Tübingen (erste europäische Retrospektive des Künstlers)
- 2011: Mel Ramos, Villa Stuck, München
- 2011: Mel Ramos. Girls, Candies & Comics, Albertina, Wien
- 2012: Mel Ramos Retrospektive, Albertina Wien
- 2015: Mel Ramos. My Age of Pop. Ludwig Museum Koblenz[2]

## Belege
1. 1 2  Stichwort Mel Ramos. In: Herbert Read (Hrsg.): DuMont's Künstlerlexikon: Von der Antike bis zur Gegenwart. DuMont Buchverlag, Köln 1997; S. 531. ISBN 3-7701-4015-X.
2. ↑  Ludwig Museum Koblenz (Memento des Originals vom 2. Juni 2018 im Internet Archive)  Info: Der Archivlink wurde automatisch eingesetzt und noch nicht geprüft. Bitte prüfe Original- und Archivlink gemäß Anleitung und entferne dann diesen Hinweis.